# Noadja
Noadja ist der Name zweier Personen im Alten Testament, einer Prophetin und eines Leviten.

## Etymologie
Der Name Noadja (hebräisch נוֹעַדְיָה) ist sowohl ein männlicher als auch ein weiblicher Vorname. Er lässt sich von dem hebräischen Verb יעד j‘d ableiten, welches „zusammenkommen / sich begegnen / sich treffen lassen“ bedeutet. Der Name kommt in der Bibel nur in Esr 8,33  und Neh 6,14  vor. An letzterer Stelle ist der Name eine Anspielung, da das Verb, auf das der Name zurückgeht, zuvor in Neh 6,2  und 10  verwendet wird.

## Noadja, die Prophetin
Neben Mirjam, Debora und Hulda ist Noadja eine von vier Prophetinnen, die im Alten Testament genannt werden. Neh 6,14 berichtet von „Noadja und den übrigen Propheten“, was darauf hindeutet, dass sie in dieser Gruppe eine Führungsrolle innehatte. Noadja ist der Gruppe der Gegner des Mauerbaus in Jerusalem zugehörig und tritt dadurch in Opposition zu Nehemia.

## Noadja, der Levit
Noadja, der Sohn Binnuis, ist ein in Esr 8,33 erwähnter Levit. Er zog mit Esra aus dem Exil nach Jerusalem. Dort angekommen ist er zugegen, wie dem Priester Meremot der mitgeführte Tempelschatz übergeben wird. 